# Ursula Schultze-Bluhm

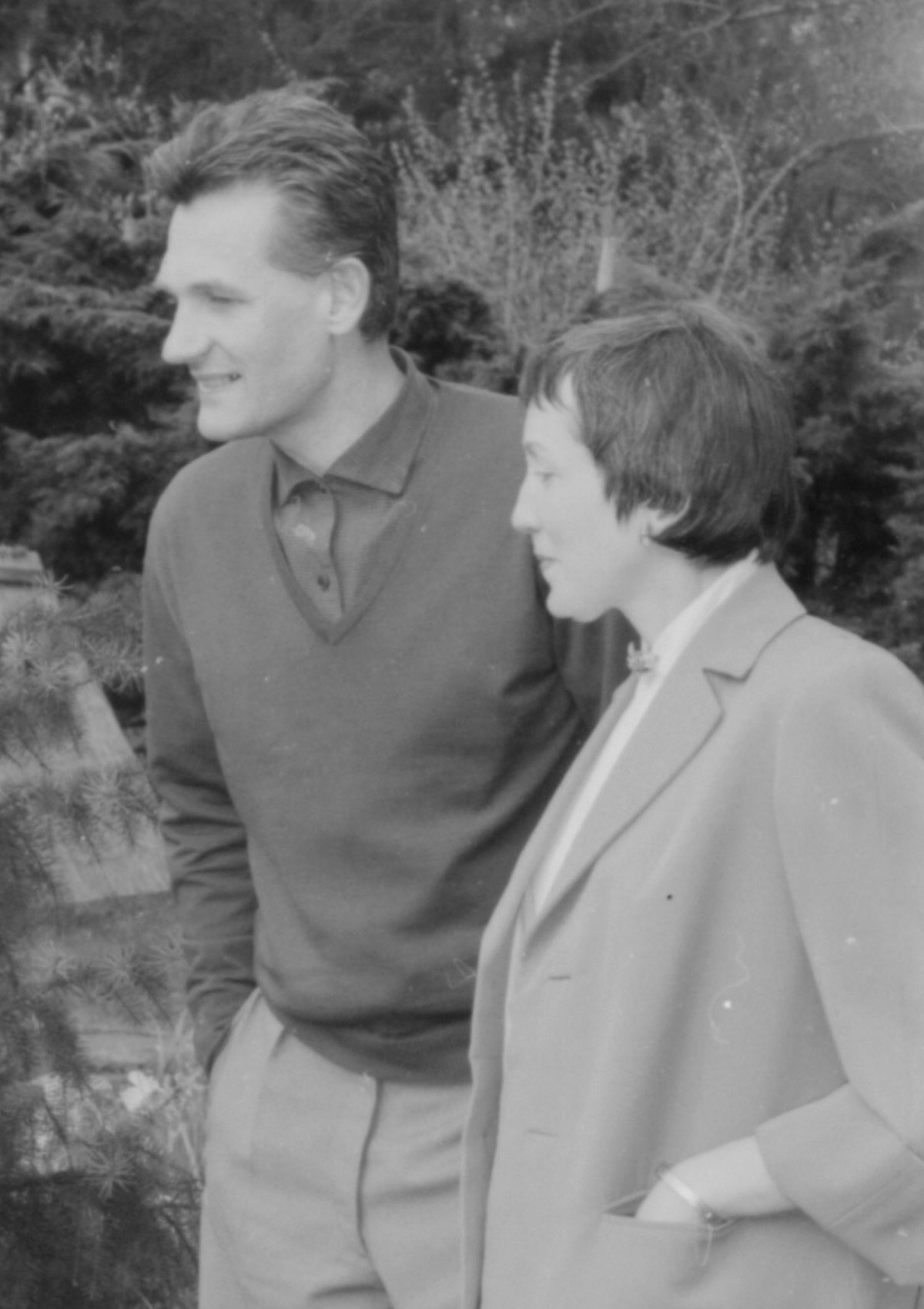
Ursula mit ihrem Mann Bernard 1962 in Hannover

Ursula Schultze-Bluhm (geb. Bluhm, Künstlername Ursula, Signatur auch UrsuLa; * 17. November 1921 in Mittenwalde; † 9. April 1999 in Köln) war eine deutsche Malerin. Sie zählt zu den bedeutendsten deutschen Künstlerinnen der zweiten Hälfte des 20. Jahrhunderts.

## Leben
Ursula Bluhm wuchs in Mittenwalde, Mark Brandenburg auf und besuchte das Realgymnasium zu Königs Wusterhausen. Nachdem sie 1938 nach Berlin-Lichtenrade übersiedelte, entstanden ihre ersten Prosatexte und Sprachstudien. Während des Zweiten Weltkriegs war sie zur Bürotätigkeit dienstverpflichtet. Von 1945 bis 1953 arbeitete Bluhm in der Kulturabteilung der Amerika-Haus-Programme in Berlin und Hessen. 1950, ein Jahr nach ihrem Umzug nach Frankfurt am Main, begann sie zu malen und schrieb begleitende Gedichte. Seit ihrem ersten Besuch 1951 hielt sie sich regelmäßig in Paris auf. 1954 wurde sie von Jean Dubuffet für sein Musée de l’Art Brut in Paris entdeckt und verwendete von da an den Künstlernamen Ursula.
Ihre erste Einzelausstellung fand 1954 in der Galerie Franck in Frankfurt am Main statt. 1955 heiratete sie den deutschen Maler Bernard Schultze, einen Vertreter der Kunstrichtung Informel. Ihr bürgerlicher Name war von nun an Schultze-Bluhm.
Sie wurde ab 1959 von der Galerie Daniel Cordier in Paris und Frankfurt am Main vertreten und regelmäßig ausgestellt. Von 1964 bis 1967 reiste sie mehrfach nach New York, Washington, D.C. und Paris. 1968 zog sie mit ihrem Mann nach Köln. In den 70er Jahren erfolgten Studienreisen nach St. Petersburg, Sri Lanka, Thailand, Burma, Mexiko, Guatemala, Hongkong, Bali und Singapur. 1971 hielt sie sich für einige Monate in den Vereinigten Staaten auf und nahm an Gruppenausstellungen teil. 1977 war sie Teilnehmerin der Documenta 6 in Kassel und im Jahr 1979 nahm sie an der Biennale von Sydney teil.
Unter ihrem Künstlernamen URSULA wird sie im Mitgliederverzeichnis des Deutschen Künstlerbundes aufgeführt. Zwischen 1966 und 1989 beteiligte sie sich an insgesamt vierzehn großen DKB-Jahresausstellungen.

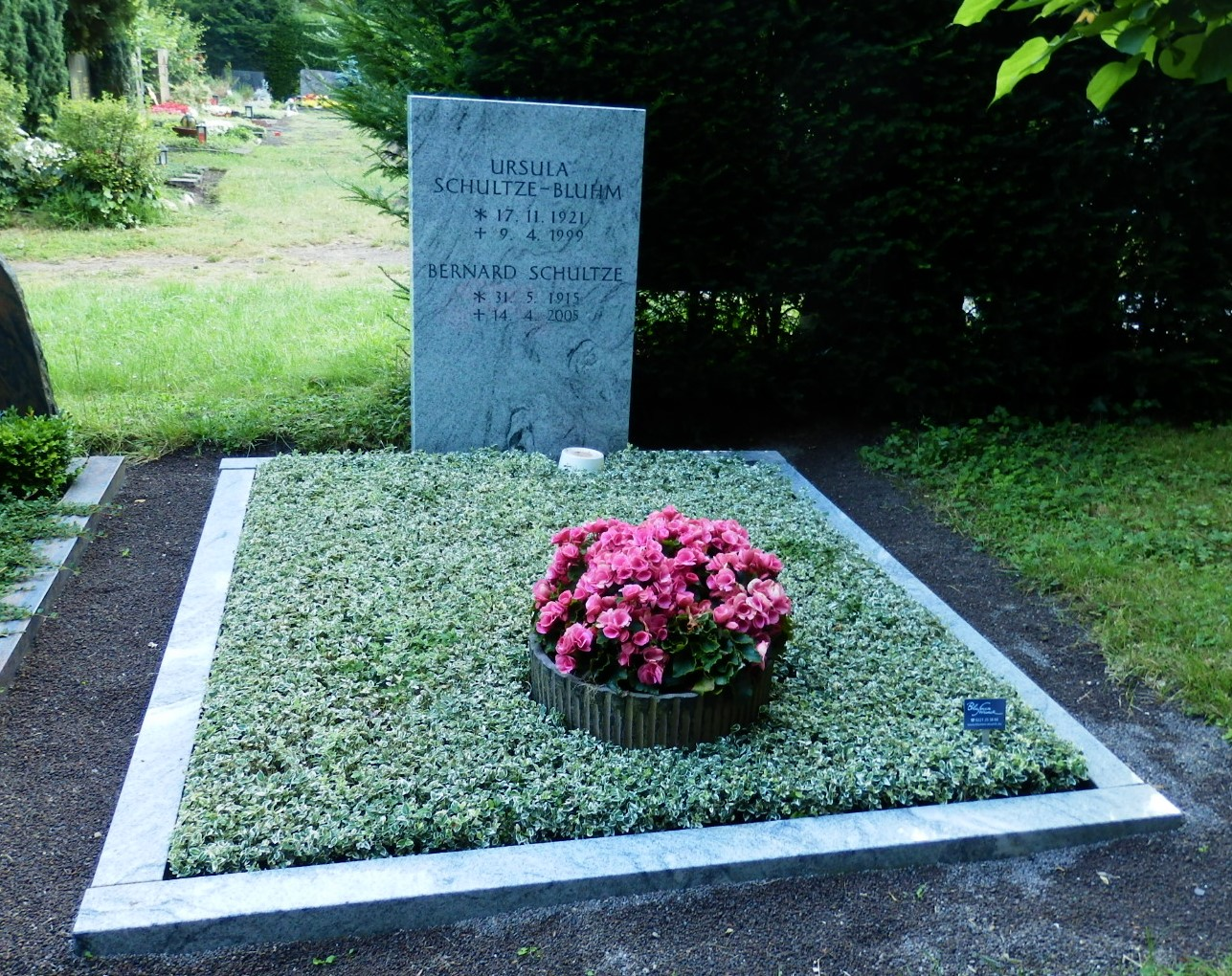
Familiengrab auf dem Kölner Friedhof Melaten (Foto: 2014)

Im April 1999 starb Ursula in Köln. Ihre Grabstätte befindet sich auf dem Kölner Melaten-Friedhof (Flur 39). Posthum wurden sie und ihr Mann im November 2024 zu verdienstvollen Bürgern ernannt und ihr Grab wird als Ehrengrab durch die Stadt Köln erhalten.
2007 entstand ein umfassendes Werkverzeichnis der Gemälde, Objekte und Zeichnungen von Ursula, herausgegeben von Evelyn Weiss. Im Jahr 2023 widmet das Ludwig Museum in Köln der Künstlerin eine Retrospektive, Ursula – Das bin ich. Na und? mit über 200 Arbeiten, davon 44 aus der eigenen Sammlung.

## Werk
Ursula ist mit ihrem exzentrischen und zutiefst subjektiven Œuvre eine bemerkenswerte Künstlerin der Nachkriegsavantgarde. Surrealistische und poetische Elemente sind Hauptmotive ihrer Phantasiewelten. In minutiösen, kleinteiligen Zeichnungen und Gemälden schaffte die Autodidaktin ein eigenständiges Werk, welches sich weder in die Kategorien der Art Brut oder Outsider Art, noch in andere Strömungen figurativer Nachkriegskunst eindeutig einordnen lässt. Großformatige Schrein-Objekte und Pelz-Öl-Assemblagen zeigen eindrücklich das immer wieder Grenzen überschreitende Denken dieser unverwechselbaren Künstlerinposition.
1958 entstanden die ersten Assemblagen. Seitdem arbeitete Ursula immer mehr realitätsbezogen und entwickelte gleichzeitig eine Hinwendung zu einer individuellen Mythologie. Sie begann an kleinen Objekten zu arbeiten, sowie ab 1965 immer mehr an Pelz-Öl-Assemblagen mit schreinartigem Charakter. Ab 1974 entstanden großformatige Zeichnungen in Sepia-Feder-Technik, ab 1976 intensivierte sie ihre Arbeit an großen Objekten. Ab 1984 entstanden neben ihrer Malerei immer mehr Text- und Zeichnungsarbeiten, sowie Pelz-Öl-Assemblagen.

## Ausstellungen (Auswahl)

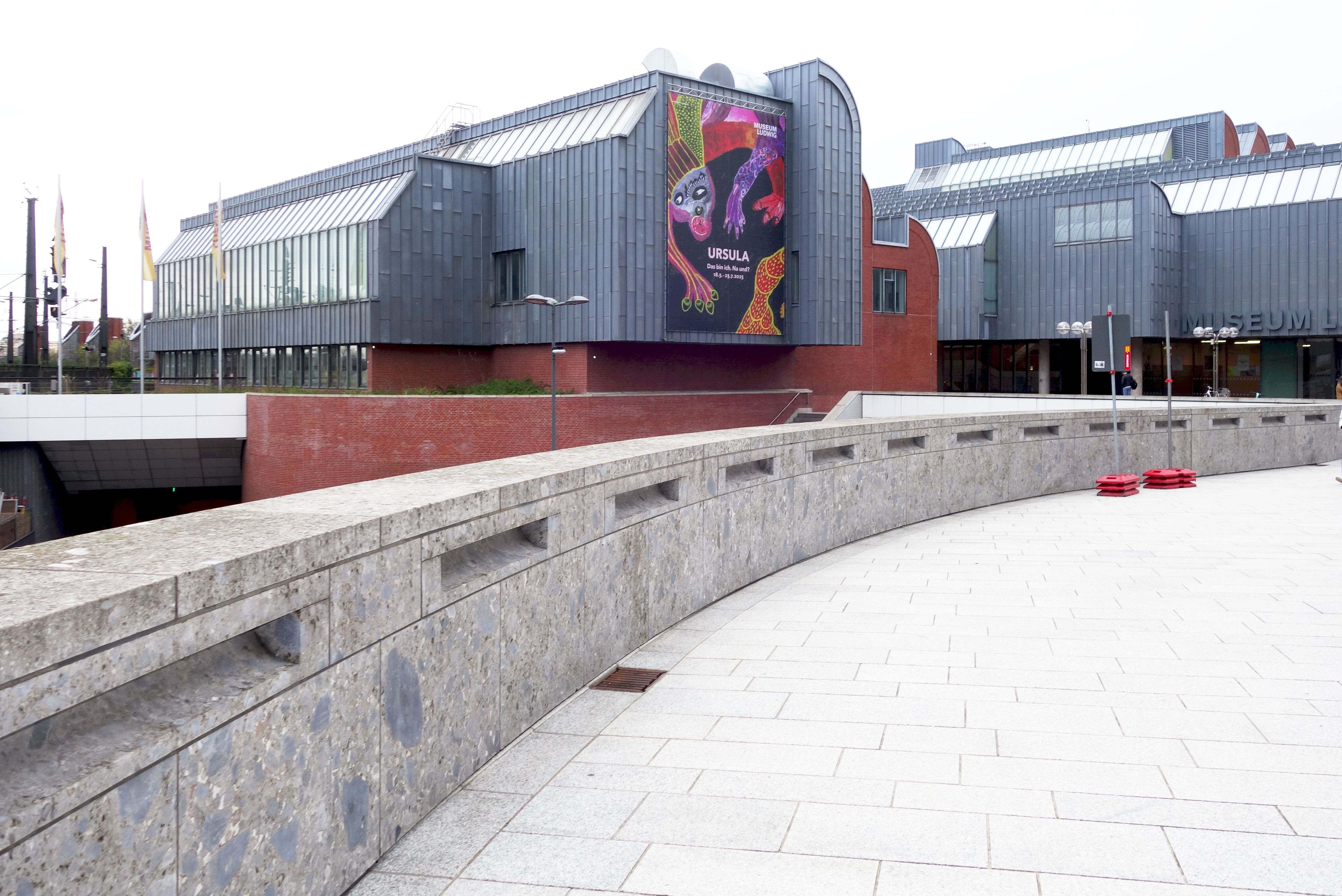
Posthume Ausstellung Museum Ludwig, 2023

### Einzelausstellungen
- 1954: Ursula Bluhm - Gemälde, Zimmergalerie Franck, Frankfurt am Main, 21.10. – 17.11.1954
- 1963: URSULA - peintures et dessins, Galerie Daniel Cordier, Paris (FR), 25.4. – 1.6.1963
- 1967: URSULA. Neue Bilder, Objekte, Bronzen, Collagen, Zeichnungen, Galerie Dieter Brusberg, Hannover, 12.1. – 25.2.1967
- 1969: URSULA. Bilder, Objekte, Zeichnungen, Museum Städtische Kunstsammlungen Bonn, 21.1. – 23.2.1969
- 1970: URSULA Schultze-Bluhm, Neue Galerie im Alten Kurhaus, Aachen, 5.9. – 8.10.1970
- 1974: Ursula. Dromen in veren en bont / Bernard Schultze. Het woud der Migofs, Museum Boymans-van Beuningen, Rotterdam (NL), 2.2. – 17.3.1974
- 1976: URSULA. Neue Zeichnungen, Galerie Der Spiegel, Köln, 26.11.1976 – 20.1.1977
- 1979: URSULA Schultze-Bluhm / Bernard Schultze, Gesellschaft bildender Künstler Österreichs, Künstlerhaus Wien (AT), 23.8. – 23.9.1979
- 1980: Ursula. Bilder. Objekte. Zeichnungen, Museum Bochum, Kunstsammlung, 24.3.-6.5.1979; Staatliche Kunstsammlungen, Neue Galerie, Kassel, 26.5.-15.7.1979; Saarlandmuseum Saarbrücken, Moderne Galerie, 25.1. – 24.2.1980
- 1984: URSULA (Schultze-Bluhm). Ölbilder - Objekte - Papier-Arbeiten, Galerie Inge Baecker, Köln, 3.5. – 30.6.1984
- 1987: URSULA. Auch Zeichnungen, Museum Folkwang, Essen, 13.11.1987 – 10.1.1988
- 1991: Ursula. Werke aus den Jahren 1951–1991, Galleria Henze, Campione d’ltalia, Lugano (AT), 18.9. – 20.12.1991
- 1992: URSULA. Retrospektive. Werke 1951–1992, Von der Heydt-Museum Wuppertal, 20.9. – 1.11.1992, Kölnisches Stadtmuseum, Köln, 13.11.1992 – 17.1.1993, Städtische Kunsthalle Bremen, 24.1. – 18.2.1993
- 1996: Ursula, Galerie Darthea Speyer, Paris, 14.3. – 26.4.1996
- 1998: Ursula und Bernard Schultze - Fünf Jahrzehnte Kunst-Duett. Gemälde und Arbeiten auf Papier, Galerie Henze & Ketterer, Wichtrach Bern, 25.4. – 8.8.1998
- 1998: Ursulas phantastische Welt, Vertretung des Landes Nordrhein-Westfalen bei der Europäischen Union, Brüssel, 19.9. – 23.10.1998
- 2001: URSULA. Zum 80. Geburtstag, Galerie Henze & Ketterer, Wichtrach Bern, 23.8.-17.11.2001
- 2012: Galerie Les Yeux Fertiles, Paris (FR), 2012
- 2023: Ursula — Das bin ich. Na und?, Museum Ludwig, Köln, 18.03. – 23.07.2023[8]

### Gruppenausstellungen
- 1964: Daniel Cordier présente 8 ans d’agitation, Galerie Daniel Cordier, Paris (FR)
- 1966: Phantastische Figuration, Deutsche Gesellschaft für bildende Kunst (Kunstverein Berlin) und Akademie der Künste, Berlin, 1.4. – 8.5.1966
- 1977: documenta 6, Kassel, 24.06. - 02.10.1977
- 1979: European Dialogue. The Third Biennale of Sydney at The Art Gallery of New South Wales, The Art Gallery of New South Wales, Sydney (AU), 14.4. – 27.5.1979
- 1989: Glanzlichter. 40 Jahre Engagement des Bundes für die Kunst, Städtisches Kunstmuseum Bonn, 8.9. – 22.11.1989
- 1989: Donations Daniel Cordier. Le regard d’un amateur, Musée National d’Art Moderne, Centre Georges Pompidou, Paris (FR), 2.11.1989 – 21.1.1990
- 1992: Labyrinth der Welt und Lusthaus des Herzens: Johann Amos Comenius/ Jan Amos Komensky (1592-1670). Europäische Dimension der Kultur, Museum Bochum, 5.9. – 8.11.1992
- 2000: Den Frauen in der Kunst verschwistert. Kunst von Frauen in der Sammlung Ulla Pietzsch, Sammlung Ulla und Heiner Pietzsch, Berlin, Juli/August 2000
- 2002: Die große Abstraktion. 8. Studioausstellung, Galerie Henze & Ketterer, Wichtrach/Bern, 29.6. – 12.10.2002
- 2007: Die Kunst zu Sammeln, Museum Kunstpalast, Düsseldorf
- 2018: ALLE: Künstlerinnen und Künstler in der Overbeck-Gesellschaft Lübeck 1918–2018, Overbeck Gesellschaft, Lübeck, 2018
- 2021: Tertiärgestalten, Galerie Clemens Thimme, Karlsruhe, 12.11. - 30.12.2021
- 2022: Max Ernst und die Natur als Erfindung, Kunstmuseum Bonn, 13.10.2022 - 22.01.2023
- 2023: Of Orchids and Wasps, Kraupa-Tuskany Zeidler, Berlin, 04.03. - 15.04.2023

## Werke in öffentlichen Sammlungen (Auswahl)

### Deutschland
- Nationalgalerie Berlin
- Kunstmuseum Bochum
- Kunstmuseum Bonn
- Kunsthalle Bremen
- Museum Ostwall, Dortmund
- Staatliche Kunstsammlungen Dresden
- Wilhelm Lehmbruck Museum, Duisburg
- Museum Folkwang, Essen
- Museum für moderne Kunst, Frankfurt am Main
- Hamburger Kunsthalle, Hamburg
- Sprengel Museum, Hannover
- mhk Museumslandschaft Hessen, Kassel
- artothek Köln
- Museum Ludwig, Köln
- Kunstmuseum Mülheim an der Ruhr
- Museum Wiesbaden
- Märkisches Museum Witten (»Ursula-Pelz-Haus«, im Archiv)
- Von der Heydt-Museum, Wuppertal
- Kunstsammlung der Bundesrepublik Deutschland

### International
- Musée National d’Art Moderne, Centre Pompidou, Paris (FR)
- Fondation Maeght, Saint-Paul de Vence (FR)
- Museum Boijmans Van Beuningen, Rotterdam (NL)
- museum moderne kunst stiftung ludwig (mumok), Wien (AT)
- Museum Ludwig im Russischen Museum, St. Petersburg (RU)
- Collection de l’Art Brut, Lausanne (CH)

## Auszeichnungen
- 1983: Theo-Wormland-Kunstpreis, München, zusammen mit Bernard Schultze

## Schultze Projects
Das Museum Ludwig in Köln verwaltet einen Großteil des künstlerischen Nachlasses von Ursula und Bernard Schultze. In Gedenken an das Künstlerehepaar rief das Museum im September 2017 die Projektreihe Schultze Projects ins Leben. Im Dreijahresrhythmus soll eine Künstlerin oder ein Künstler eingeladen werden, ein Werk für die prominente Stirnwand im Treppenhaus des Museum Ludwig anzufertigen.
Bisherige Künstlerinnen und Künstler der Projektreihe:
- 2017–2019: Wade Guyton, Schultze Projects #1[9]
- 2019–2021: Avery Singer, Schultze Projects #2[10]
- 2021–2024: Minerva Cuevas, Schultze Projects #3[11]

## Nachlass
Ein Teilnachlass der Malerin und ihres Ehemannes Bernard Schultze wurde 2018 vom Folkwang-Museumsverein e. V. Essen an VAN HAM Art Estate zum Management übergeben. Dieser umfasst Gemälde und Arbeiten auf Papier aus allen Schaffensphasen. Zudem befindet sich, wie bereits genannt, ein Teilnachlass im Museum Ludwig in Köln. Des Weiteren gibt es Bestände im Zentralarchiv für deutsche und internationale Kunstmarktforschung (ZADIK) am Institut der Philosophischen Fakultät der Universität zu Köln und im documenta archiv, Kassel.

## Veröffentlichungen (Auswahl)
- Blühendes Gift. Texte & Zeichnungen. Verlag Eremiten-Presse, Düsseldorf 1988, ISBN 3-87365-240-4.
- Ich als Frau drücke eine „feminine“ Kunstform aus, Text vom 16.4.1969, in: Rolf-Gunter Dienst, Deutsche Kunst: eine neue Generation, Köln.
- Ich will die ganze Welt zu meinen Pelz-Objekten gestalten, Text, in: Horst Bienek, Das Paar, in: Art. Das Kunstmagazin, Nr. 12, S. 85.
- Mauritius. Briefe aus Wort-Pelz und Bild-Monstern, Düsseldorf 1994, ISBN 3-87365-289-7.
- Mein URSULA-Pelz-Lusthaus, Schriftblatt mit Zeichnungen, in: Ursula Schultze-Bluhm, Ausst.-Kat. Neue Galerien im Alten Kurhaus, Aachen.
- Seit etwa 20 Jahren versuche ich mich zu realisieren, Text, in: Symbol. Zeitschrift für bildende Kunst und Lyrik, Nr. 18.